# August Lattmann
Johannes August Lattmann (* 5. Oktober 1858 in Hamburg; † 19. Januar 1936 ebenda) war ein deutscher Kaufmann, Bankier und Hamburger Senator.

## Leben
Lattmann absolvierte eine kaufmännische Ausbildung und arbeitete anschließend mehrere Jahre in Spanien und in Portugal, bevor er 1881 eine Stellung in der Firma G. Amsinck & Co. in New York City erhielt. Lattmann war vielfältig mit den Amsincks verwandt, seine Mutter war eine geborene Amsinck.
Nach vierjähriger Tätigkeit für G. Amsinck & Co. wurde er Teilhaber. Lattmann war in New York als Merchandbanker sehr erfolgreich tätig, er schied 1901 als Teilhaber aus und kehrte, sehr vermögend geworden, nach Hamburg zurück. In Hamburg lebte Lattmann von seinem Vermögen und war ehrenamtlich für mehrere Fürsorgeeinrichtungen tätig. So war er beispielsweise Vorsitzender des Kinderschutzvereins, Mitglied des Vorstands des Asyls für Obdachlose und Kreisvorsteher der Waisenpflege.
Am 5. Juni 1912 wurde Lattmann als Nachfolger für den zurückgetretenen William Henry O’Swald in den Senat gewählt. Er wirkte im Senat als Präses der Armenanstalt, der Behörde für öffentliche Jugendfürsorge und des Fortbildungsschulwesens. Am 27. März 1919 trat Lattmann zusammen mit den restlichen Senatoren zurück.
Während des Ersten Weltkrieges baute Lattmann nebenher die Hamburgische Kriegshilfe auf, eine private Wohltätigkeitsorganisation. Auch stand er der privaten Gesellschaft für Wohltätigkeit vor. Aus dieser Gesellschaft entstand die Idee zur Gründung des Soziale Frauenschule und des Sozialpädagogischen Instituts die 1916 verwirklicht wurde. Lattmann stand dem Kuratorium der Einrichtung vor und berief in dieser Eigenschaft Gertrud Bäumer und Marie Baum zu den Leiterinnen der Einrichtung. 1921 trat Lattmann von diesen Ämtern zurück.
Ab 1920 wurde Lattmann wieder als Bankier tätig, da er von Max Warburg und Paul von Mendelssohn-Bartholdy in den Vorstand der neu gegründeten Deutschen Warentreuhand AG berufen wurde, die auf Initiative Warburgs entstanden war. Lattmann war bis 1928 im Vorstand tätig und wechselte 1929 in den Aufsichtsrat, dem er bis 1934 angehörte. 1933 wurde Lattmann für den ausgeschiedenen Felix Warburg Vorsitzender des Aufsichtsrates.
Johannes August Lattmann heiratete 1885 Fanny Schlüter (* 1864), eine Tochter des Hamburger Kaufmanns Julius David Schlüter. Er wurde in der Familiengrabstätte von Carl Gustav Adolf Lattmann auf dem Alten Niendorfer Friedhof in Hamburg beigesetzt.